# Stazione di Hajinosato
La stazione di Hajinosato (土師ノ里駅?, Hajinosato-eki) è una stazione ferroviaria della città di Fujiidera, nella prefettura di Osaka, in Giappone. Presso di essa passa la linea Kintetsu Minami-Ōsaka, e fermano sia i treni locali che i semiespressi.

## Linee
Ferrovie Kintetsu
■ Linea Kintetsu Minami-Ōsaka

## Struttura
La stazione è realizzata in trincea scoperta, e dispone di due marciapiedi laterali con due binari passanti. Il fabbricato viaggiatori, si trova al livello della strada, sopra il piano dei binari, e collegato ad essi da scale fisse e ascensori.
| 1 | ■ Linea Kintetsu Minami-Ōsaka | per Dōmyōji, Furuichi, Shakudo, Kashiwarajingū-mae, Yoshino e Kawachi-Nagano |
| 2 | ■ Linea Kintetsu Minami-Ōsaka | per Fujiidera, Kawachi-Matsubara e Ōsaka-Abenobashi                          |

## Stazioni adiacenti
| «                           | Servizio                    | »                           |
| Linea Kintetsu Minami-Osaka | Linea Kintetsu Minami-Osaka | Linea Kintetsu Minami-Osaka |
| --------------------------- | --------------------------- | --------------------------- |
| Fujiidera                   | Locale                      | Dōmyōji                     |
| Fujiidera                   | Semiespresso                | Dōmyōji                     |
| Transito                    | Espresso sezionale          | Transito                    |
| Transito                    | Espresso                    | Transito                    |